# Protocolo de Uqair de 1922

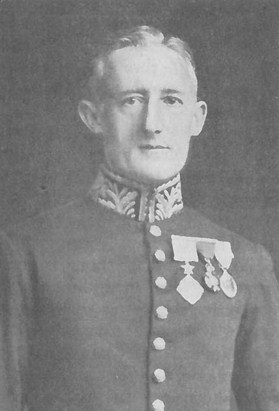
Percy Cox

O Protocolo de Uqair ou Convenção de Uqair  foi um acordo em Uqair em 2 de dezembro de 1922, que definiu as fronteiras entre o Iraque e o Sultanato de Négede (Arábia Saudita moderna) e entre o Cuaite e o Négede. Foi imposto  por Percy Cox, o Alto Comissário britânico para o Iraque, em resposta as incursões dos beduínos de Négede sob Ibn Saud. Cox se encontrou com Ibn Saud e Major John More, o agente político britânico para o Cuaite. Os limites incluíam uma zona neutra saudita-iraquiana e uma Zona neutra Cuaite-Arábia Saudita.
O Cuaite não foi permitido qualquer papel no resultado do acordo de Uqair, quando os sauditas e os britânicos decidiram as fronteiras modernas do Cuaite. O Cuaite perdeu mais de dois terços do seu território como resultado do acordo  e o sentimento anti-britânico cresceu no Kuwait devido à perda de território.